# Виробництво жирних спиртів в Уфі
Виробництво жирних спиртів в Уфі — складова частина нафтохімічного комплексу в Башкортостані (Росія), створеного в 1950-х як Уфимський завод синтетичного спирту (наразі Уфаоргсинтез).
Починаючи з 1962-го, в Луїзіані діяло створене компанією Conoco виробництво синтетичних жирних спиртів  (комплекс LCCC) на основі технології ALFOL. Остання, використовуючи як сировину триетилалюміній та етилен, дозволяла синтезувати широкий спектр спиртів — від C2 до C26, переважно високомолекулярних. Така ж технологія була використана на заводі у німецькому Брунсбюттелі, спорудженому спільним підприємством Conoco та DEA, а в 1970-х її запропонували Радянському Союзу.
В СРСР нове виробництво вирішили розмістити на Уфимському заводі синтетичного спирту, який до того виробляв переважно етанол. Контракт уклали в 1975-му, а введення в експлуатацію заводу потужністю 48 тисяч тонн на рік відбулось за сім років. Можливо відзначити, що уфимський завод мав власні піролізні установки для виробництва етилену (з якого, зокрема, й виробляли згаданий вище етанол), проте практично одночасно з запуском нового виробництва підприємство підключили до етиленопроводу Нижньокамськ — Уфа — Салават, котрий міг подавати сировину з Татарстану (завод етилену Нижньокамськнафтохіму).
Вироблена на установці суміш спиртів містила переважно високомолекулярні сполуки. Так, в 1982 на фракції C10 — C16 (деканол, ундеканол, додеканол та інші) припало 60 %.
До 1990 року виробництво вийшло на проектну потужність, проте в наступному десятилітті потрапило у глибоку кризу через свою нерентабельність. В 1996-му його поставили на консервацію.